# 엔노 펜노
엔노 펜노(에스토니아어: Enno Penno, 1930년 4월 22일 에스토니아 탈린 ~ 2016년 11월 16일 스웨덴 스톡홀름)는 에스토니아의 정치인이다. 1990년 3월 1일부터 1992년 6월 20일까지 에스토니아 망명 정부 총리 권한대행을 역임했다.

## 같이 보기
- 헤인리크 마르크